# Gorsko kolesarstvo
Gorsko kolesarstvo je vožnja kolesa izven urejenih poti, po navadi po gozdnih poteh. Za tak način vožnje je poleg gorskega kolesa potrebna vztrajnost, samostojnost in tehnično obvladanje kolesa. V mnogih pogledih je gorsko kolesarstvo bolj podobno teku čez drn in strn, kot cestnemu kolesarjenju. Ker se gorsko kolesarjenje pogosto dogaja v divjini daleč od civilizacije, je med gorskimi kolesarji močno razvita etika samopreživetja, saj mora kolesar, da ne obtiči brez pomoči, obvladati popravilo kolesa, kar daje temu načinu športa pridih pustolovščine. Gorski kolesarji se pogosto združujejo v društvih, poleg tega so skupinske vožnje pogosta oblika druženja, predvsem na daljših poteh. 
Gorsko kolesarjenje se lahko izvaja povsod, po poteh za hišo ali na makadamskih cestah. Med najbolj priljubljene oblike spada vožnja po stezah (singlcah). To so ozke poti, ki se vijejo čez polja in gozdove in predstavljajo najvišjo obliko gorskega kolesarjenja. 

## Miti in mejniki v gorskem kolesarstvu
Kolesarjenje izven urejenih poti ni novodobna pogruntavščina, vendar za moderno gorsko kolesarstvo velja, da se je kot športno rekreativna dejavnost pričelo v poznih 60-ih iz zgodnjih 70. letih 20.stoletja v ZDA. Med začetnike tega športa uvrščajo več različnih skupin, glavno vlogo ima po mnenju mnogih kalifornijska skupina iz okrožja Marin, ki so jo med drugim sestavljali Joe Breeze, Otis Guy, Gary Fisher in Keith Bontrager. Začeli so z dirkanjem po požarnih poteh in odkrivanjem brezpotij na starih predelanih Schwinn »clunker« biciklih z boljšimi zavorami in širšimi gumami. Joe Breeze je kasneje leta 1977 sestavil prvo namensko gorsko kolo, medtem ko je Tom Ritchey izdelal prvi pravi gorsko kolesarski okvir, ki ga je prodajalo podjetje MountainBikes (kasneje se je preimenovalo v Gary Fisher Bicycle Company). Velikoserijska proizvodnja gorskih koles se je pričela leta 1981 s serijo Specialized Stumpjumper in Univega Alpina Pro leta 1982. Prvo državno prvenstvo v gorsko kolesarskem dirkanju na katerem zmaga Ned Overend, organizirajo leta 1985 v Ameriki.
Tehnološki razvoj koles in opreme se je v 80. letih stopnjeval in leta 1987 je Paul Turner predstavil prvo polnovzmeteno kolo s prednjim in zadnjim amortizerjem. Danes ga uvrščamo med utemeljitelje raznovrstne uporabe gorskega kolesa, od krosa, spusta do celodnevnega avanturističnega raziskovanja (allmountain). Mike Sinyard leta 1988 predstavi prvo gorsko kolo z okvirjem iz karbonskih vlaken model Specialized Epic. 
Leta 1993 Horst Leitner razvije aktiven sistem neodvisnega vzmetenja, ki ga danes poznamo pod imenom FSR.
Med pomembne mejnike spada še nekaj kosov opreme: 
- japonski Shimano leta 1990 predstavi integrirane zavorno/prestavnih ročke, ki predstavljajo naslednjo stopnjo od SIS prestavnih ročic razvitih leta 1985 ;
- ameriški Sachs (SRAM) leta 1994 predstavi prve masovno proizvajane hidravlične disk zavore;
- nemški Rohloff razvije Speedhub, revolucionarni notranji prestavni sistem 14-ih zobnikov v zadnjem pestu, ki omogoča prestavno širino klasičnega 27-vrstnega menjalnika.
- Answer Manitou razvije SPV sistem vzmetenja, ki omogoči nadaljnji razvoj lahkih enduro koles z veliko hoda.

## Gorsko kolesarstvo v Sloveniji
Prve članke o gorskem kolesarstvu je v letih 1983 in 1984 objavljal Avto Magazin.
BG (Bajkerski glasnik) je prvo in edino internetno kolesarsko glasilo, ki od leta 1999 nastaja izpod rok Andreja Dekleve, ki je med drugim ustanovil prvi slovenski mtb klub in organiziral mariborski svetovni pokal v spustu (1999-2002).
K razvoju gorskega kolesarstva na Slovenskem je veliko pripomogel Marko Paternu, avtor vodnika Strme Kolesnice iz leta 1997, v katerem je temeljito obdelal 105 zahtevnih gorskokolesarskih tur, ki jih je s svojo ekipo prevozil v prvi polovici 90-ih let.

## Oprema
Gorsko kolo ima manjši in močnejši okvir od cestnega. Ena od tipičnih značilnosti so tudi širše gume z globokim profilom in ravno ali dvignjeno krmilo, ki omogoča bolj pokončno držo. 
Običajno je gorsko kolo opremljeno s prednjim in zadnjim menjalnikom, ki kolesarju omogoča premagovati različne naklone in podlago. Zavore so zmogljivejše in omogočajo zaviranje kolesa v težjih pogojih.
Z razvojem tehnologije vzmetenja, konec 80-ih let 20.stoletja se je gorsko kolesarstvo, začelo razvijati v več smereh, ki so posledično pripeljale do različne opremljenosti koles., ki jih danes ločimo v tri kategorije glede na vzmetenost:
- spredaj vzmeteno kolo, okvir brez zadnjega vzmetenja, pogosto s prednjo vzmeteno vilico
- nevzmeteno kolo, s popolnoma togo predno vilico
- polnovzmeteno kolo, kolo s prednjim in zadnjim vzmetenjem

## Zakonodaja
Gorski kolesarji so zaradi uporabe poti v naravnem okolju v sporu z lastniki, skrbniki in ostalimi uporabniki od takrat, ko so presegli kritično število. V Sloveniji je od 1.aprila 1995 v veljavi Uredba od prepovedi vožnje (Uradni list št 16/95), ki v prvem členu prepoveduje vožnjo, ustavljanje, parkiranje in organiziranje vožnje v naravnem okolju za vozila na motorni pogon in kolesa. Za mnoge sporna uredba enači motorizirana vozila s kolesom na lastni pogon in predstavlja resno oviro za pravilen razvoj gozdov v smislu večnamenske uporabe s poudarjeno ekološko, socialno in gospodarsko vlogo, kot velevajo regionalni razvojni cilji Slovenije.
Trenutno veljavna zakonodaja je zbrana na straneh Ministrstva za okolje in prostor.

## Vpliv gorskega kolesarjenja na naravo
Gorski kolesarji za svojo dejavnost uporabljajo eno- in večuporabniške poti. Enouporabniške poti so kolesarski poligoni, imenovani tudi bajk parki. Večuporabniške poti so kolovozi, gozdne vlake, markirane in nemarkirane poti. Pravilno grajena pot predstavlja majhen vpliv na okolje. Po študijah, ki so jih opravile neodvisne ustanove in jih je na enem mestu zbrala IMBA (Mednarodna zveza za gorsko kolesarjenje), je dokazano, da je vpliv gorskega kolesarjenja na poti primerljiv ali celo manjši od drugih načinov uporabe poti, kot je npr. pohodništvo ali ježa na konju. Neodgovorna uporaba, npr. uporaba poti v premokrem vremenu, lahko povzroči, da je pot zaradi lukenj in korenin manj uporabna, tako peš, kot na kolesu ali na konju. 
Od študij je najbolj merodajna disertacija Dr. Thomasa Wöhrsteina in knjiga »Mountainbike und Umwelt«, kjer avtor empirično dokaže, da je vpliv na podlago odvisen od površinskega pritiska, kvalitete podlage, naklona, vlage, števila prehodov itd. Površinski pritisk gorskega kolesarja je približno enak površinskemu pritisku pešca (ene noge), pri ostalih faktorjih, ki vplivajo na podlago pa delajo ponekod večjo škodo pešci, drugod kolesarji.
Nekaj pa je gotovo – primerjava gorskega kolesarjenja z motoriziranimi aktivnostmi (ATV, Trial in motokros motorji) je popolnoma nesmiselna, saj slednji povzročajo neprimerno večjo škodo in tudi onesnaženje okolja (hrup, izpuhi,...).

## Zvrsti gorskega kolesarstva
Gorsko kolesarstvo delimo na tekmovalno in netekmovalno. Za tekmovalne discipline skrbi Kolesarska zveza Slovenije (cross-country, spust, 4kros in enduro). Netekmovalne discipline so: turno kolesarstvo, freeride in dirt.
Definicija turnega kolesarstva: »Turno kolesarstvo je netekmovalna oblika gorskega kolesarstva, ki za svojo dejavnost uporablja poti v naravnem okolju.« Pod tem pojmom razumemo gorsko kolesarske zvrsti, kot so: cross-country, marathon, allmountain, enduro in lahki freeride. Od leta 2007 je turno kolesarstvo tudi ena od dejavnosti Planinske zveze Slovenije. Freeride in dirt sta najbolj ekstremni zvrsti, ki za svojo dejavnost uporabljata poligone - bajk parke. Freeride v naravnem okolju se dogaja na zelo zahtevnih terenih, kjer ni običajnih uporabnikov.
Edina olimpijska disciplina je cross-country, leta 2008 pa je postala tudi BMX.